# Орландони, Паоло
Па́оло Орландо́ни (итал. Paolo Orlandoni; 12 августа 1972 год, Больцано) — итальянский футболист, игравший на позиции вратаря; тренер вратарей. Являлся третьим голкипером клуба «Интернационале».
Он начал свою футбольную карьеру в ФК «Интер», но его дебют в «Интере» состоялся только в 2006 году. В основном он играл в Сериях С1 и С2 на ранних стадиях своей карьеры. После того как в 2005 году клуб покинули Фабиан Карини и Альберто Фонтана, Орландони вернулся в «Интер», подписав двухлетний контракт, и стал третьим голкипером после Франческо Тольдо и Жулио Сезара.
По окончании сезона 2011/12 завершил карьеру.

## Достижения
- Обладатель Суперкубка Италии (5): 2000, 2005, 2006, 2008, 2010
- Чемпион Италии (5): 2006, 2007, 2008, 2009, 2010
- Обладатель кубка Италии (3): 2006, 2010, 2011
- Победитель Лиги чемпионов УЕФА: 2010
- Победитель Клубного чемпионата мира: 2010